# Valmir Louruz
Valmir Louruz (13. marts 1944 - 29. april 2015) var en brasiliansk fodboldspiller og træner.